# Neoantistea quelpartensis
Espèce
Neoantistea quelpartensis est une espèce d'araignées aranéomorphes de la famille des Hahniidae.

## Distribution
Cette espèce se rencontre en Corée du Sud, au Japon, en Chine au Liaoning et en Russie dans le Sud de l'extrême-Orient russe,,.

## Étymologie
Son nom d'espèce, composé de quelpart et du suffixe latin -ensis, « qui vit dans, qui habite », lui a été donné en référence au lieu de sa découverte, Quelpart l'ancien nom de Jeju-do.

## Publication originale
- Paik, 1958 : A new spider of the genus Neoantistea. Thes. Coll. Kyungpook University, vol. 3, p. 283-292.